# Tommy (filme)
Tommy é um filme musical baseado numa grande "ópera rock" de sucesso lançada em 1969 pelo The Who. Foi dirigido por Ken Russell e apresenta um elenco de estrelas da música, incluindo os próprios integrantes da banda. Ann-Margret foi premiada com um Globo de Ouro por sua atuação e indicada ao Oscar de Melhor Atriz.

## Enredo
Durante a II Guerra Mundial o Capitão Walker é considerado morto em batalha. Sua esposa Nora Walker descobre estar esperando um bebê e fica com a tarefa de cuidar sozinha de Tommy, filho recém-nascido do casal. Nora se envolve com Frank Hobbs, mas em 1951 seu antigo marido retorna no meio da noite e é morto por Frank. O garoto Tommy presencia tudo, mas sua mãe e seu padrasto insistem que ele não viu, ouviu e não vai falar nada a ninguém, e em consequência Tommy se torna cego, surdo e mudo. Já adolescente, Tommy se torna um campeão de pinball, trazendo fama e fortuna para sua família. Depois de curado, ele se torna uma espécie de figura messiânica e angaria um culto de seguidores, que no final rejeitam seus ensinamentos e o abandonam.

### Diferenças
Na adaptação do roteiro algumas mudanças foram feitas em relação à história original, entre elas:
- A ambientação, da I Guerra Mundial no original para a II Guerra no filme;
- No álbum o Capitão Walker mata o amante de sua esposa; no filme, ocorre o contrário;
- A composição de novas músicas, como "Prologue 1945", "Bernie's Holiday Camp", "Champagne", "Mother and Son" e "T.V. Studio", que não constavam no álbum original;
- Outras canções, como "Pinball Wizard", "Christmas" , "Amazing Journey" e "1921" tiveram seus versos alterados.

## Elenco
- Oliver Reed - Frank Hobbs
- Ann-Margret - Nora Walker Hobbs
- Roger Daltrey - Tommy Walker
- Elton John - The Pinball Champion
- Eric Clapton - The Preacher
- John Entwistle - Si mesmo
- Keith Moon - Uncle Ernie/Si mesmo
- Paul Nicholas - Cousin Kevin
- Jack Nicholson - The Specialist
- Robert Powell - Captain Walker
- Pete Townshend - Si mesmo
- Tina Turner - The Acid Queen
- Arthur Brown - The Priest
- Victoria Russel - Sally Simpson
- Ben Aris - Reverend Simpson
- Mary Holland - Mrs. Simpson
- Gary Rich - Rock Musician
- Dick Allan - President Black Angels
- Barry Winch - Tommy criança
- Eddie Stacey - Bovver Boy

## Trilha sonora
Em 1975 a Polydor lançou em álbum duplo a trilha sonora original do filme:
- Disco 1

1. Overture From Tommy - The Who
2. Prologue 1945 - Pete Townshend/John Entwistle
3. Captain Walker/It's A Boy - Pete Townshend
4. Bernie's Holiday Camp - The Who
5. 1951/What About The Boy? - Ann-Margaret/Oliver Reed
6. Amazing Journey - Pete Townshend
7. Christmas - Ann-Margaret/Oliver Reed/Alison Dowling
8. Eyesight To The Blind - Eric Clapton
9. Acid Queen - Tina Turner
10. Do You Think It's Alright (I) - Ann-Margaret/Oliver Reed

- Disco 2

1. Champagne - The Who/Ann-Margaret/Roger Daltrey
2. There's A Doctor - Ann-Margaret/Oliver Reed
3. Go To The Mirror - Ann-Margaret/Oliver Reed/Jack Nicholson/Roger Daltrey
4. Tommy Can You Hear Me? - Ann-Margaret
5. Smash The Mirror - Ann-Margaret
6. I'm Free - Roger Daltrey
7. Mother And Son - Pete Townshend
8. Sensation - Roger Daltrey
9. Miracle Cure - Simon Townshend
10. Sally Simpson - Pete Townshend/Roger Daltrey
11. We're not gonna take it - Roger Daltrey

## Crítica
Roger Ebert, crítico do Chicago Sun-Times deu ao filme três de quatro estrelas e escreveu que o filme era confuso, e que sua mensagem (se houvesse) estava nos trina minutos finais. Ebert elogiou a cena do pinball, chamando-a de uma "excitação pulsante e orgiástica".